# Friederike xứ Baden
Friederike xứ Baden (tên đầy đủ: Friederike Dorothea Wilhelmine; 12 tháng 3 năm 1781 – 25 tháng 9 năm 1826) là Vương hậu Thụy Điển từ năm 1797 đến 1809 với tư cách là phối ngẫu của Gustav IV Adolf của Thụy Điển.

## Những năm đầu đời
Friederike sinh ra ở Karlsruhe thuộc Đại công quốc Baden vào ngày 12 tháng 3 năm 1781, là con thứ tư của Karl Ludwig xứ Baden và Amalie xứ Hessen-Darmstadt. Trong gia đình, Friederike được gọi là Frick (Frique).
Friederike chỉ được tiếp nhận một nền giáo dục thông thường và nông cạn bởi một phó mẫu người Pháp gốc Thụy Sĩ ở Karlsruhe và cũng như bị cho là người có trí tuệ tầm thường. Ngay từ khi còn nhỏ, Đại Công nữ được nhận xét là xinh đẹp nhưng cũng bị cho là có thể chất yếu và đã mắc bệnh thấp khớp từ năm hai tuổi.
Bởi vì người dì Wilhelmine xứ Hessen-Darmstadt (tên tiếng Nga là Natalya Alekseyevna) từng là người vợ đầu của Đại vương công Pavel của Nga, Friederike và các chị em gái đã sớm được Nữ hoàng Nga Yekaterina II Đại đế nhìn nhận là những nàng dâu tiềm năng cho các cháu trai của mình là Đại vương công Aleksandr và Đại vương công Konstantin của Nga. Năm 1792, Friederike và chị gái Luise xứ Baden đến thăm Nữ hoàng ở Nga. Mục đích của chuyến thăm, một cách không chính thức, là để được quan sát hai chị em. Luise được chọn để kết hôn với Aleksandr và Friederike trở lại Baden vào mùa thu năm 1793.
Vào tháng 10 năm 1797, Friederike xứ Baden kết hôn với Quốc vương Gustav IV Adolf của Thụy Điển. Cuộc hôn nhân đã được chính Gustav IV Adolf dàn xếp sau khi Quốc vương từ chối kết hôn với Luise Charlotte xứ Mecklenburg-Schwerin, và thứ hai là với Aleksandra Pavlovna của Nga vì thể theo thỏa thuận hôn nhân với Nữ Đại vương công thì Aleksandra được phép giữ đức tin Chính thống của mình. Friederike được coi là một sự lựa chọn phù hợp: Nga không thể chính thức phản đối cô dâu được lựa chọn vì một Nữ Đại vương công Nga bị từ chối bởi Quốc vương Thụy Điển nếu cô dâu là em vợ của Đại vương công Aleksandr, điều này gián tiếp duy trì mối quan hệ liên minh giữa Thụy Điển và Nga, và hơn nữa, Gustav IV Adolf muốn có một người vợ xinh đẹp, đặc biệt là sau khi có ấn tượng tốt về chị gái Luise của Friederike trong chuyến thăm Nga năm trước đó. Gustav IV Adolf đến thăm Erfurt để gặp riêng Friederike và gia đình vào tháng 8 năm 1797, lễ đính hôn được tuyên bố ngay sau đó và lễ cưới đầu tiên được tiến hành vào tháng 10.

## Vương hậu

Friederike xứ Baden.

Ngày 6 tháng 10 năm 1797, ở độ tuổi 16, Friederike xứ Baden kết hôn ủy nhiệm với Gustav IV Adolf của Thụy Điển tại Stralsund ở Pomerania thuộc Thụy Điển, với Nam tước Evert Taube là người đại diện cho Quốc vương. Friederike tạm biệt mẹ và em gái Marie, hai người đã đi cùng Friederike đến Pomerania, và được Nam tước Taube hộ tống bằng đường biển đến Karlskrona ở Thụy Điển, nơi Công nữ được Gustav IV Adolf chào đón. Đoàn tùy tùng tiếp tục đến Cung điện Drottningholm, nơi Friederike được giới thiệu với các thành viên Vương thất và triều đình. Sau đó, Friederike chính thức bước vào thủ đô và lễ cưới thứ hai được tiến hành tại nhà nguyện vương thất vào ngày 31 tháng 10 năm 1797.
Vương hậu Friederike được ngưỡng mộ vì vẻ đẹp của mình nhưng lại gây ấn tượng xấu vì tính nhút nhát, khiến Vương hậu tự cô lập bản thân và không thực hiện các nghĩa vụ của mình. Trưởng thị tùng của Vương hậu, nữ Bá tước Hedda Piper, được cho là đã góp phần khiến Vương hậu bị cô lập khi tuyên bố rằng Vương hậu không thể tham gia vào một cuộc hội thoại trừ khi được trưởng thị tùng giới thiệu: điều này thực tế là không chính xác, nhưng điều này khiến Vương hậu phụ thuộc vào Piper. Friederike cảm thấy khó khăn trong việc thích nghi với các nghi thức và quy tắc của triều đình và tự cô lập bản thân với các cận thần của mình. Ngoại trừ  Bà Bá tước Piper, Quốc vương đã bổ nhiệm những người phụ nữ khác trạc tuổi Friederike phục vụ cho Vương hậu, chẳng hạn như Aurora Wilhelmina Koskull, Fredrika von Kaulbars và Emilie De Geer.
Friederike được đối xử tử tế bởi mẹ chồng, Sophie Magdalene của Đan Mạch, người từng bị chính mẹ chồng, Luise Ulrike của Phổ, đối xử không tốt.

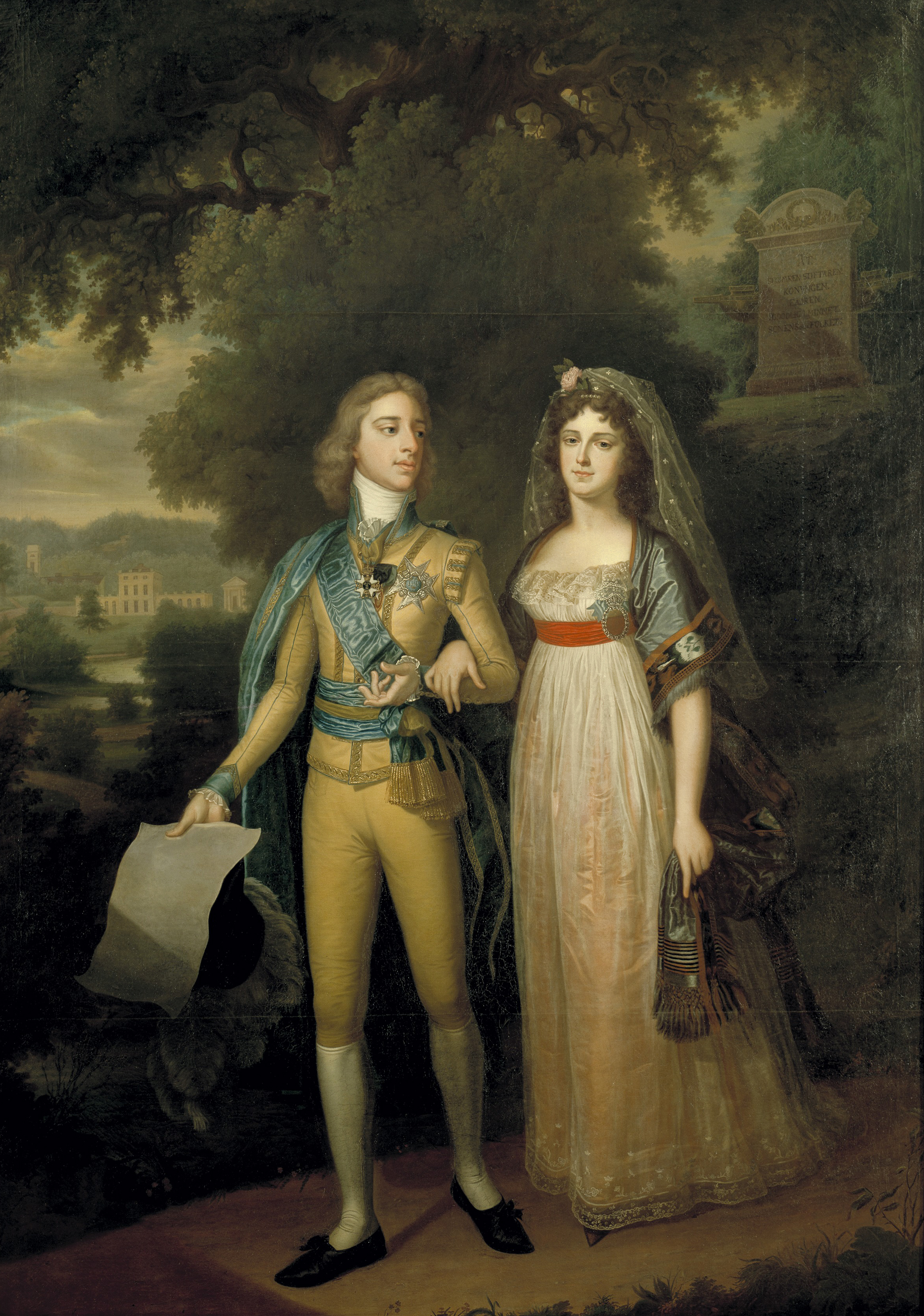
Gustav IV Adolf của Thụy Điển và Friederike xứ Baden

Mối quan hệ giữa Friederike và Gustav IV Adolf ban đầu không được tốt đẹp. Cả hai đều thiếu kinh nghiệm, được cho là gặp khó khăn trong việc quan hệ tình dục, điều này khiến Gustav IV Adolf thất vọng và cư xử thiếu kiên nhẫn cũng như nghi ngờ vợ, điều này khiến vấn đề trở nên tồi tệ hơn vì bản tính nhút nhát của Friederike. Vấn đề này thu hút sự chú ý khi Gustav IV Adolf đuổi thị nữ yêu thích của vợ, Anna Charlotta von Friesendorff, khỏi triều đình vì hành vi xấc xược. Các vấn đề cuối cùng đã được giải quyết thông qua sự hòa giải từ Charlotta xứ Schleswig-Holstein-Gottorp, và trong suốt thời gian còn lại của cuộc hôn nhân, Friederike gần như liên tục mang thai. Tuy nhiên, theo Friederike, điều này không có lợi cho cuộc hôn nhân, vì họ không có sự tương thích về mặt tình dục: nhà vua có ham muốn tình dục mạnh mẽ nhưng không thích quan hệ ngoài hôn nhân, và đôi khi lại trì hoãn hàng giờ sau khi "vào phòng ngủ của vương hậu" vào buổi sáng, đến mức các thành viên của hội đồng Vương thất cảm thấy buộc phải can thiệp và yêu cầu Quốc vương "nghĩ cho sức khỏe của Vương hậu", trong khi Friederike phàn nàn trong thư gửi mẹ rằng bản thân mệt mỏi và kiệt sức như thế nào khi không thể đáp ứng được nhu cầu của chồng. Friederike đã bị sốc và bị thu hút bởi sự cởi mở về tình dục của triều đình Thụy Điển và đã viết thư cho mẹ rằng bản thân có thể là người phụ nữ duy nhất ở đó không có ít nhất ba hoặc bốn người tình, và nữ công tước Charlotta được cho là có cả tình nhân nam lẫn nữ.
Mối quan hệ giữa Quốc vương và Vương hậu được cải thiện sau khi sinh đứa con đầu lòng vào năm 1799, sau đó hai người sống một cuộc sống gia đình gần gũi và hòa thuận và trở nên thân thiết nhờ mối quan tâm chung là con cái. Gustav IV Adolf được cho là rất bảo vệ vợ và sự trong trắng về tình dục của Friederike. Năm 1800, Gustav IV Adolf đã cách chức các thị nữ trẻ vì lối sống phù phiếm và thay thế bằng những thị nữ lớn tuổi đã kết hôn như Hedvig Amalia Charlotta Klinckowström và Charlotta Aurora De Geer, và sáu năm sau, khi một vở kịch phù phiếm được trình diễn bởi một công ty kịch Pháp tại Nhà hát Opera Vương thất Thụy Điển trước sự chứng kiến của Vương hậu, Quốc vương đã ra lệnh trục xuất công ty kịch Pháp và Nhà hát Opera đã đóng cửa.

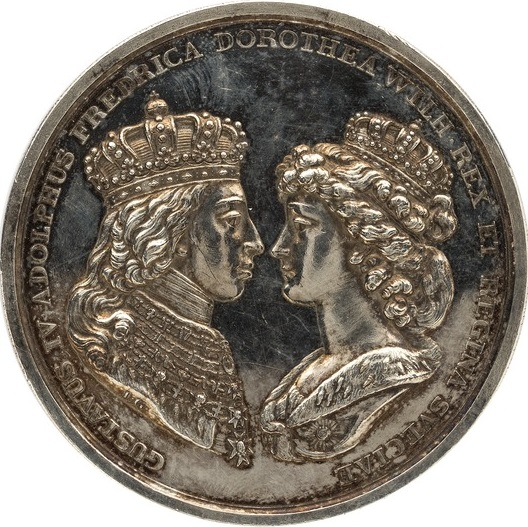
Huy chương đăng quang của Frediederike và Gustav Adolf

Ngày 3 tháng 4 năm 1800, Vương hậu Friederike đăng cơ cùng chồng tại Norrköping. Cặp đôi không tham gia nhiều vào việc đại diện cho vương thất và yêu thích cuộc sống gia đình gần gũi trong Cung điện Haga, tách mình khỏi cuộc sống cung đình với một đoàn tùy tùng nhỏ. Friederike đã khiến chồng thích thú bằng tài chơi đàn clavichord khéo léo của mình, được ghi nhận là rất vui vẻ khi ở bên nhóm bạn nhỏ của mình, đặc biệt là khi chồng vắng mặt, và cống hiến hết mình cho việc nuôi dạy các con. Vương hậu giữ liên lạc chặt chẽ với gia đình và vào năm 1801, cha mẹ của Friederike đã đến thăm Thụy Điển sau khi đến Nga để gặp chị gái Friederike. Trong chuyến thăm này, có thông tin rằng Friderike bị mẹ khiển trách vì cách cư xử cứng nhắc, xa cách với công chúng và không thể khiến bản thân được yêu mến. Chuyến thăm kết thúc trong bi kịch khi cha của Friederike qua đời vì một vụ tai nạn. Năm 1802, Friederike cùng chồng đến tỉnh Phần Lan, trong đó một cuộc gặp được sắp xếp giữa Vương hậu và các chị gái là Hoàng hậu Nga Yelizaveta (nhũ danh là Luise) và Amalie xứ Baden tại biên giới Ahvenkoski. Gustav IV Adolf hứa sẽ đến thăm gia đình vợ ở Baden, và vào mùa hè năm 1803, hai vợ chồng đến Karlsruhe và đã không quay trở lại Thụy Điển cho đến tháng 2 năm 1805. Chuyện này đã gây ra một số bất đồng ở Thụy Điển, và Friederike phần nào bị đổ lỗi cho sự vắng mặt lâu dài của Quốc vương.
Friederike không được phép đi cùng chồng khi Quốc vương đến Đức để tham gia Chiến tranh của Liên minh thứ Tư vào tháng 11 năm 1805, Vương hậu cũng không được bổ nhiệm làm nhiếp chính trong thời gian chồng vắng mặt. Tuy nhiên, trong thời gian Gustav IV Adolf vắng mặt, Friederike được coi là biểu tượng của sự ủng hộ về mặt tinh thần, và Nữ Công tước Charlotte đã mô tả khung cảnh khi Vương hậu quay trở lại Cung điện Vương thất ở Stockholm sau khi từ biệt chồng: "Các thành viên chính phủ và triều đình của nhị vị bệ hạ đón ngài ở đại sảnh. Khóc lóc đau khổ, ngài đi thẳng lên lầu đến phòng của bọn trẻ, nơi các thành viên vương thất đang tụ tập. Gần như ngất đi, ngài khó thở và ngã xuống một chiếc ghế dài. Đức bà nằm đó với chiếc khăn tay che mắt, để lộ ra nỗi đau đớn tột cùng, được bao quanh bởi những đứa trẻ, chúng chạy đến chỗ bà, và những người còn lại trong chúng ta, rất quan tâm đến ngài, cố gắng bày tỏ sự cảm thông đến đức bà. Đức bà đã tạo nên ấn tượng khi trong giống như một góa phụ, đặc biệt là khi ngài đã mặc đồ đen. Ta không thể diễn tả được cảnh tượng xúc động này! Với tuổi trẻ và sắc đẹp, một mỹ nhân hiện lên trong u buồn, và không thiếu một yếu tố nào để khơi dậy lòng trắc ẩn chân thành nhất dành cho vương hậu tội nghiệp." Trong thời gian chồng vắng mặt, Friederike đã thu hút sự đồng cảm của công chúng vì hoàn toàn tự cô lập bản thân để thể hiện sự đau buồn và mong mỏi chồng trở về.
Vào mùa đông năm 1806–1807, Friederike cùng chồng đến Malmö, nơi Vương hậu tiếp đón em gái mình là Công nữ Marie xứ Baden lâm vào cảnh tị nạn sau khi chạy trốn khỏi cuộc chinh phục Công quốc Braunschweig của Napoléon.

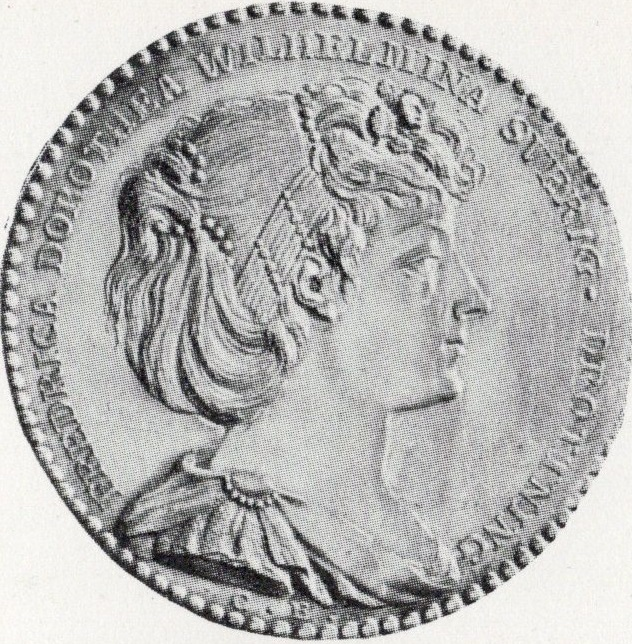
Huy chương kỷ niệm, khoảng năm 1805

Friederike không có ảnh hưởng trực tiếp đến các vấn đề quốc gia và dường như không quan tâm đến chúng, ngoại trừ khi chúng ảnh hưởng đến gia đình và bạn bè của Vương hậu. Tuy nhiên, Vương hậu đã gián tiếp can chính hông qua gia đình và đặc biệt là thông qua mẹ, người được cho là đã ảnh hưởng đến việc Gustav IV Adolf chống lại hoàng đế Napoléon.
Năm 1807, trong Chiến tranh Liên minh thứ Tư, Friederike đã can thiệp vào chính trị. Chị gái của Friederike, Hoàng hậu Nga, đã gửi cho Friederike một lá thư thông qua mẹ, viết rằng Vương hậu nên sử dụng ảnh hưởng của mình để khuyên nhà vua hòa giải với Pháp, và bất cứ điều gì khác sẽ là một sai lầm. Friederike đã cố gắng thực hiện điều này, nhưng Gustav IV Adolf coi đó là một nỗ lực nhằm gây ảnh hưởng có lợi cho Napoléon, và sự can thiệp của Vương hậu vào vấn đề này đã gây ra xung đột giữa hai người. Trong một vấn đề chính trị, Friederike đã thành công khiến việc được theo ý mình, mặc dù lý do của Vương hậu không mang tính chính trị. Ngay cả trong những năm đầu tiên của cuộc hôn nhân, Quốc vương thường nói về mong muốn thoái vị để chuyển sang cuộc sống giản dị riêng tư ở nước ngoài. Về điều này, Friederike luôn phản đối và không ngần ngại nêu quan điểm của mình, ngay cả khi điều đó dẫn đến tranh cãi. Lý do chính của Friederike được cho là nếu chồng thoái vị thì hai người sẽ phải rời xa con trai Gustav, người sẽ kế vị cha trở thành tân vương Thụy Điển.

## Đảo chính
Ngày 12 tháng 3 năm 1809, Gustav IV Adolf để vợ và các con ở Cung điện Haga để đối phó với cuộc nổi loạn của Georg Adlersparre. Một ngày sau khi bị bắt tại Cung điện Vương thất ở Stockholm trong Cuộc đảo chính năm 1809, Gustav IV Adolf bị giam tại Lâu đài Gripsholm và bị phế truất vào ngày 10 tháng 5. Chú của Gustav Adolf, Vương tử Karl kế vị và trở thành Karl XIII của Thụy Điển vào ngày 6 tháng 6. Theo các điều khoản phế truất được đưa ra vào ngày 10 tháng 5 năm 1809, Friederike được phép giữ tước hiệu Vương hậu.
Friederike và các con bị giám sát tại Cung điện Haga. Hai vợ chồng ban đầu bị tách biệt vì những người lãnh đạo cuộc đảo chính nghi ngờ Friederike lên kế hoạch đảo chính. Trong thời gian bị quản thúc tại gia, hành vi đúng mực của Friederike được cho là đã khiến Friederike nhận được nhiều thiện cảm so với khi còn là Vương hậu. Tân hậu Charlotta có thiện cảm với Friederike và thường xuyên đến thăm cựu hậu, Charlotta thuộc phái Gustavianerna và mong muốn bảo toàn quyền kế vị cho con trai Gustav của Friederike. Friederike nói với Charlotta rằng bản thân sẵn sàng rời xa con trai vì mục đích kế vị và thỉnh cầu được đoàn tụ với người bạn đời của mình. Yêu cầu thứ hai của Friederike đã được chấp nhận sau sự can thiệp của Vương hậu Charlotta, Friederike và các con đã cùng Gustav Adolf đến Lâu đài Gripsholm sau lễ đăng quang của tân vương vào ngày 6 tháng 6. Mối quan hệ giữa cựu vương và vợ được nhìn nhận là tốt đẹp trong khoảng thời gian họ bị quản thúc tại gia tại Gripsholm.
Trong thời gian bị quản thúc tại Lâu đài Gripsholm, vấn đề về quyền kế vị của thái tử Gustav, con trai Friederike vẫn chưa được giải quyết và vẫn còn được tranh luận.
Có một kế hoạch từ phái Gustavianerna do Tướng Eberhard von Vegesack chỉ huy nhằm giải thoát Friederike và các con và tôn con trai Friederike thành Quốc vương Thụy Điển với nhiếp chính là Friederike dựa trên việc Gustav chưa đủ tuổi trưởng thành. Những kế hoạch này đã được trình bày với Friederike, nhưng Friederike đã từ chối: "Vương hậu thể hiện sự tôn quý trong cảm xúc của mình, điều này khiến đức bà xứng đáng được trao vương miện danh dự và đặt ngài lên trên ngai vàng trần thế tầm thường này. Lệnh bà không nghe theo những kế hoạch bí mật bởi một phe phái, những người mong muốn bảo toàn quyền kế vị của thái tử và mong muốn bà sẽ ở lại Thụy Điển để trở thành nhiếp chính con trai mình chưa đến tuổi trưởng thành... ngài giải thích một cách kiên quyết rằng nghĩa vụ của một người vợ và mẹ mách bảo bà hãy chia sẻ cuộc sống lưu vong với chồng con." Tuy nhiên, việc loại bỏ con trai khỏi quyền kế vị vẫn bị Friederike coi là sai trái về mặt pháp lý.
Cả gia đình rời Thụy Điển vào ngày 6 tháng 12 năm 1809, bằng ba cỗ xe riêng biệt. Gustav Adolf và Friederike đi chung một cỗ xe, được hộ tống bởi tướng Skjöldebrand; con trai Gustav đi xe thứ hai với đại tá Nam tước Posse; các con gái của và phó mẫu von Panhuys đi trên chiếc xe ngựa cuối cùng do đại tá von Otter hộ tống. Friederike được đề nghị hộ tống với tất cả đặc quyền của một thành viên thuộc Gia tộc Baden nếu Vương hậu di chuyển một mình, nhưng Friederike đã từ chối và không mang theo cận thần nào ngoại trừ thị nữ người Đức là Elisabeth Freidlein. Gia đình Friederike rời Đức bằng tàu từ Karlskrona vào ngày 6 tháng 12.

## Lưu vong

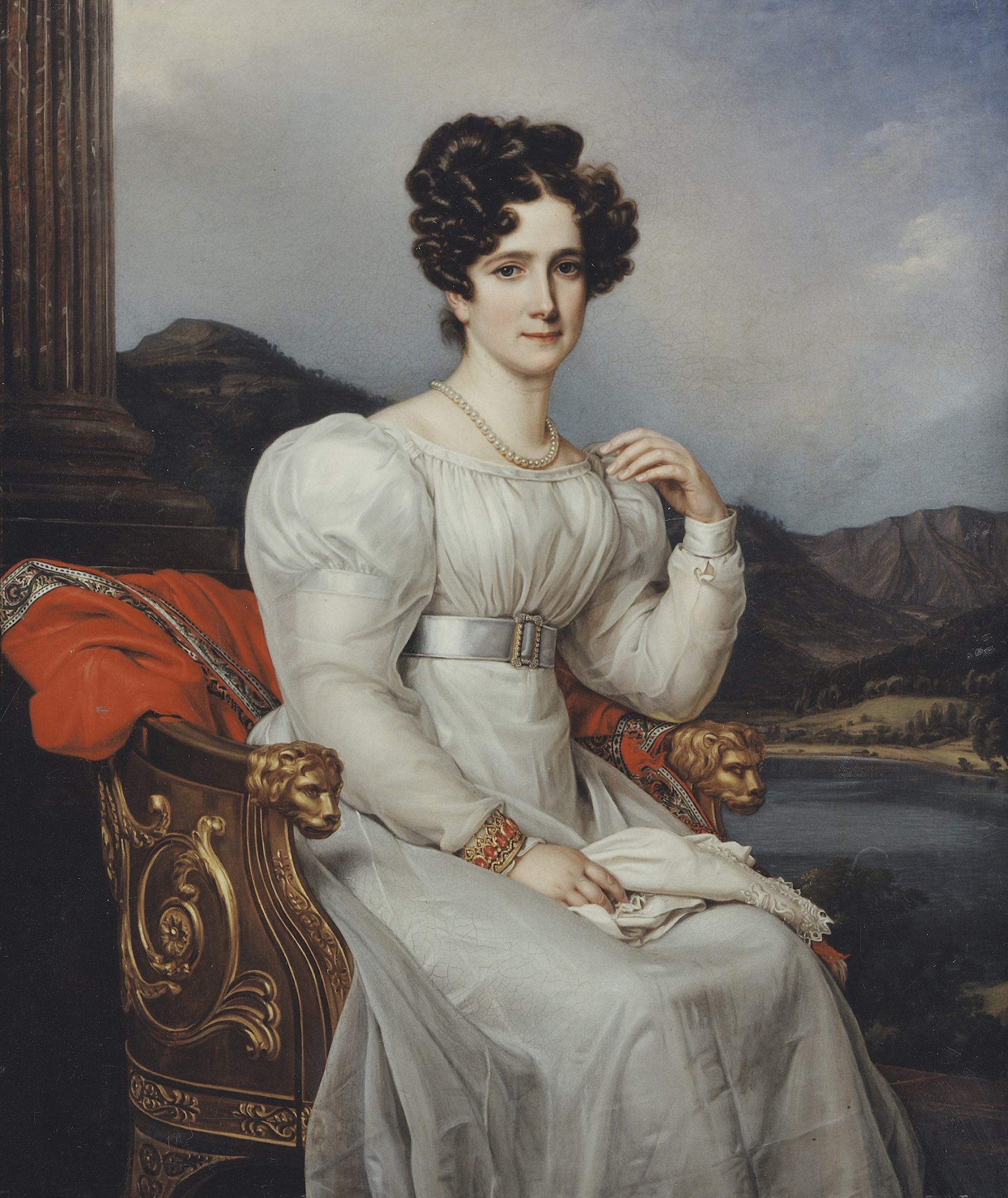
Friederike xứ Baden, bởi Joseph Karl Stieler, khoảng 1810.

Sau khi bị từ chối đến Vương quốc Anh, cựu vương và cựu hậu định cư tại Đại Công quốc Baden, nơi họ đến vào ngày 10 tháng 2 năm 1810. Sự bất đồng giữa Friederike và Gustav Adolf ngay lập tức nảy sinh trong việc quyết định cuộc sống tương lai của hai người. Gustav Adolf mong muốn một cuộc sống gia đình giản dị trong một giáo đoàn của Giáo hội Morava ở Christiansfeld thuộc Slesvig hoặc Thụy Sĩ, trong khi Friederike mong muốn được định cư tại cung điện Meersburg ở Bodensee, được gia đình của Friederike ban tặng. Sự khác biệt về nhu cầu vợ chồng cũng là một vấn đề: Friederike từ chối ăn ở với chồng vì không muốn sinh con trong cảnh lưu vong. Những khác biệt này khiến Gustav Adolf phải một mình đến Basel ở Thụy Sĩ vào tháng 4 năm 1810, phàn nàn về sự không hòa hợp về đời sống tình dục của hai vợ chồng và yêu cầu ly hôn.
Hai vợ chồng đã hai lần cố gắng hòa giải trực tiếp: lần thứ nhất ở Thụy Sĩ vào tháng 7 và lần thứ hai ở Altenburg ở Thüringen vào tháng 9. Tuy nhiên, những nỗ lực hòa giải đã không thành công và vào năm 1811, Gustav IV Adolf đã tiến hành đàm phán ly hôn với mẹ của Friederike, nói rằng bản thân mong muốn có thể tái hôn. Tuy nhiên, Friederike không sẵn lòng ly hôn, và mẹ của Friederike đề nghị Gustav Adolf thực hiện một cuộc hôn nhân bất đăng đối bí mật để tránh tai tiếng về việc ly hôn. Gustav IV Adolf đã đồng ý với đề nghị này, nhưng vì họ không thể tìm ra cách sắp xếp mọi việc phù hợp nên một cuộc ly hôn hợp pháp cuối cùng đã được thông qua vào tháng 2 năm 1812. Theo thỏa thuận ly hôn, Gustav IV Adolf từ bỏ tất cả tài sản của mình ở cả Thụy Điển và nước ngoài, cũng như tài sản tương lai thông qua quyền thừa kế từ mẹ, Sophie Magdalene của Đan Mạch và chuyển giao cho các con; cựu vương cũng từ bỏ quyền nuôi dưỡng và giám hộ đối với các con. Hai năm sau, Friederike đặt các con của mình dưới sự giám hộ của anh rể là Aleksandr I của Nga. Friederike vẫn giữ liên lạc qua thư từ với Vương hậu Charlotte của Thụy Điển, người mà Friederike giao phó phần tài sản của mình ở Thụy Điển, cũng như với mẹ chồng cũ, và mặc dù không liên lạc trực tiếp với Gustav IV Adolf, Friederike vẫn nhận được thông tin về cuộc sống của chồng cũ và thường hỗ trợ tài chính cho chồng cũ và Gustav IV Adolf cũng không hề hay biết.
Friederike định cư tại lâu đài Bruchsal ở Baden, Vương hậu cũng mua lại một số dinh thự khác ở Baden và một biệt thự vùng nông thôn là Villamont, ngoài vùng Lausanne ở Thụy Sĩ. Trên thực tế, Friederike dành phần lớn thời gian tại triều đình Karlsruhe từ năm 1814 trở đi, đồng thời đi du lịch rất nhiều nơi ở Đức, Thụy Sĩ và Ý với danh hiệu Nữ Bá tước Itterburg dựa theo một tàn tích ở Hessen mà Friederike có được.
Theo các điều khoản thoái vị, Friederike vẫn giữ danh hiệu Vương hậu và có triều đình riêng, đứng đầu là Nam tước Thụy Điển O.M. Munck af Fulkila, đồng thời giữ liên lạc chặt chẽ với những người thân và gia đình ở Đức. Theo lời kể của các thị nữ, Friederike đã từ chối lời cầu hôn từ người em rể cũ là Friedrich Wilhelm xứ Braunschweig-Oels và Friedrich Wilhelm III của Phổ. Có tin đồn rằng Friederike đã bí mật kết hôn với gia sư của con trai là J. N. G. de Polier-Vernland, người Thụy Sĩ gốc Pháp, có thể là vào năm 1823.
Ngày 25 tháng 7 năm 1819, con gái Sofia Wilhelmina của Friederike kết hôn với Leopold, người thừa kế ngai vàng của Baden và cũng là người chú của Friederike.
Trong những năm cuối đời, sức khỏe của Friederike trở nên suy yếu. Cựu vương hậu qua đời ở Lausanne vì bệnh tim. Bà được chôn và được chôn cất tại Schloss và Stiftskirche ở Pforzheim, Đức.

## Di sản
Các vùng Fredrika (1799), Dorotea (1799) và Vilhelmina (1804) nằm ở Lapland thuộc Thụy Điển được đặt tên để vinh danh Friederike. Quảng trường Drottningtorget (Quảng trường Vương hậu) ở Malmö cũng được đặt theo Vương hậu.

## Con cái
- Gustav của Thụy Điển, sau năm 1809 được gọi là Gustaf Gustafsson của Wasa (9 tháng 11 năm 1799 – 4/5 tháng 8 năm 1877); kết hôn với Luise Amelie xứ Baden.
- Sofia Wilhelmina của Thụy Điển (21 tháng 5 năm 1801 – 6 tháng 7 năm 1865); kết hôn với Leopold I xứ Baden. Cháu gái của hai người Viktoria của Baden trở thành Vương hậu Thụy Điển.
- Carl Gustaf của Thụy Điển, Đại Công tước Phần Lan (Drottningholm, 2 tháng 12 năm 1802 – Cung điện Haga, 10 tháng 9 năm 1805).
- Amalia của Thụy Điển (Stockholm, 22 tháng 2 năm 1805 – Viên, 31 tháng 8 năm 1853); không kết hôn.
- Cecilia của Thụy Điển (22 tháng 6 năm 1807 – 27 tháng 1 năm 1844); kết hôn với August I xứ Oldenburg.

## Vương huy
|  |  |

## Tổ tiên
| \| \| \| \| \| \| \| \| \| \| \| \| \| \| 16. Karl III Wilhelm xứ Baden-Durlach \| \| \| \| \| \| \| \| \| \| \| \| \| \| \| \| \| \| \| \| \| \| \| \| \| \| \| \| \| \| \| \| \| \| \| \| \| \| \| \| \| \| \| \| \| \| \| \| \| \| \| \| \| \| \| \| \| \| \| \| 8. Friedrich xứ Baden-Durlach \| \| \| \| \| \| \| \| \| \| \| \| \| \| \| \| \| \| \| \| \| \| \| \| \| \| \| \| \| \| \| \| \| \| \| \| \| \| \| \| \| \| \| \| \| \| \| \| \| \| \| \| \| \| \| \| \| \| \| \| \| \| \| \| \| \| \| \| \| \| \| \| 17. Magdalena Wilhelmine xứ Württemberg \| \| \| \| \| \| \| \| \| \| \| \| \| \| \| \| \| \| \| \| \| \| \| \| \| \| \| \| \| \| \| \| \| \| \| \| \| \| \| \| \| \| \| \| \| \| \| \| \| \| \| \| \| \| \| \| \| \| \| \| \| \| \| \| \| \| \| \| \| \| \| \| 4. Karl Friedrich I xứ Baden \| \| \| \| \| \| \| \| \| \| \| \| \| \| \| \| \| \| \| \| \| \| \| \| \| \| \| \| \| \| \| \| \| \| \| \| \| \| \| \| \| \| \| \| \| \| \| \| \| \| \| \| \| \| \| \| \| \| \| \| \| \| \| \| \| \| \| \| \| \| \| \| 18. Johan Willem Friso xứ Nassau-Dietz \| \| \| \| \| \| \| \| \| \| \| \| \| \| \| \| \| \| \| \| \| \| \| \| \| \| \| \| \| \| \| \| \| \| \| \| \| \| \| \| \| \| \| \| \| \| \| \| \| \| \| \| \| \| \| \| \| \| \| \| \| \| \| \| \| \| \| \| \| \| \| \| 9. Amalie xứ Nassau-Dietz \| \| \| \| \| \| \| \| \| \| \| \| \| \| \| \| \| \| \| \| \| \| \| \| \| \| \| \| \| \| \| \| \| \| \| \| \| \| \| \| \| \| \| \| \| \| \| \| \| \| \| \| \| \| \| \| \| \| \| \| \| \| \| \| \| \| \| \| \| \| \| \| 19. Marie Luise xứ Hessen-Kassel \| \| \| \| \| \| \| \| \| \| \| \| \| \| \| \| \| \| \| \| \| \| \| \| \| \| \| \| \| \| \| \| \| \| \| \| \| \| \| \| \| \| \| \| \| \| \| \| \| \| \| \| \| \| \| \| \| \| \| \| \| \| \| \| \| \| \| \| \| \| \| \| 2. Karl Ludwig xứ Baden \| \| \| \| \| \| \| \| \| \| \| \| \| \| \| \| \| \| \| \| \| \| \| \| \| \| \| \| \| \| \| \| \| \| \| \| \| \| \| \| \| \| \| \| \| \| \| \| \| \| \| \| \| \| \| \| \| \| \| \| \| \| \| \| \| \| \| \| \| \| \| \| 20. Ernst Ludwig I xứ Hessen-Darmstadt (= 24) \| \| \| \| \| \| \| \| \| \| \| \| \| \| \| \| \| \| \| \| \| \| \| \| \| \| \| \| \| \| \| \| \| \| \| \| \| \| \| \| \| \| \| \| \| \| \| \| \| \| \| \| \| \| \| \| \| \| \| \| \| \| \| \| \| \| \| \| \| \| \| \| 10. Ludwig VIII xứ Hessen-Darmstadt (= 12) \| \| \| \| \| \| \| \| \| \| \| \| \| \| \| \| \| \| \| \| \| \| \| \| \| \| \| \| \| \| \| \| \| \| \| \| \| \| \| \| \| \| \| \| \| \| \| \| \| \| \| \| \| \| \| \| \| \| \| \| \| \| \| \| \| \| \| \| \| \| \| \| 21. Dorothea Charlotte xứ Brandenburg-Ansbach (= 25) \| \| \| \| \| \| \| \| \| \| \| \| \| \| \| \| \| \| \| \| \| \| \| \| \| \| \| \| \| \| \| \| \| \| \| \| \| \| \| \| \| \| \| \| \| \| \| \| \| \| \| \| \| \| \| \| \| \| \| \| \| \| \| \| \| \| \| \| \| \| \| \| 5. Karoline Luise xứ Hessen-Darmstadt \| \| \| \| \| \| \| \| \| \| \| \| \| \| \| \| \| \| \| \| \| \| \| \| \| \| \| \| \| \| \| \| \| \| \| \| \| \| \| \| \| \| \| \| \| \| \| \| \| \| \| \| \| \| \| \| \| \| \| \| \| \| \| \| \| \| \| \| \| \| \| \| 22. Johann Reinhard III xứ Hanau-Lichtenberg (= 26) \| \| \| \| \| \| \| \| \| \| \| \| \| \| \| \| \| \| \| \| \| \| \| \| \| \| \| \| \| \| \| \| \| \| \| \| \| \| \| \| \| \| \| \| \| \| \| \| \| \| \| \| \| \| \| \| \| \| \| \| \| \| \| \| \| \| \| \| \| \| \| \| 11. Charlotte xứ Hanau-Lichtenberg (= 13) \| \| \| \| \| \| \| \| \| \| \| \| \| \| \| \| \| \| \| \| \| \| \| \| \| \| \| \| \| \| \| \| \| \| \| \| \| \| \| \| \| \| \| \| \| \| \| \| \| \| \| \| \| \| \| \| \| \| \| \| \| \| \| \| \| \| \| \| \| \| \| \| 23. Dorothea Friederike xứ Brandenburg-Ansbach (= 27) \| \| \| \| \| \| \| \| \| \| \| \| \| \| \| \| \| \| \| \| \| \| \| \| \| \| \| \| \| \| \| \| \| \| \| \| \| \| \| \| \| \| \| \| \| \| \| \| \| \| \| \| \| \| \| \| \| \| \| \| \| \| \| \| \| \| \| \| \| \| \| \| 1. Friederike xứ Baden \| \| \| \| \| \| \| \| \| \| \| \| \| \| \| \| \| \| \| \| \| \| \| \| \| \| \| \| \| \| \| \| \| \| \| \| \| \| \| \| \| \| \| \| \| \| \| \| \| \| \| \| \| \| \| \| \| \| \| \| \| \| \| \| \| \| \| \| \| \| \| \| 24. Ernst Ludwig I xứ Hessen-Darmstadt (= 20) \| \| \| \| \| \| \| \| \| \| \| \| \| \| \| \| \| \| \| \| \| \| \| \| \| \| \| \| \| \| \| \| \| \| \| \| \| \| \| \| \| \| \| \| \| \| \| \| \| \| \| \| \| \| \| \| \| \| \| \| \| \| \| \| \| \| \| \| \| \| \| \| 12. Ludwig VIII xứ Hessen-Darmstadt (= 10) \| \| \| \| \| \| \| \| \| \| \| \| \| \| \| \| \| \| \| \| \| \| \| \| \| \| \| \| \| \| \| \| \| \| \| \| \| \| \| \| \| \| \| \| \| \| \| \| \| \| \| \| \| \| \| \| \| \| \| \| \| \| \| \| \| \| \| \| \| \| \| \| 25. Dorothea Charlotte xứ Brandenburg-Ansbach (= 21) \| \| \| \| \| \| \| \| \| \| \| \| \| \| \| \| \| \| \| \| \| \| \| \| \| \| \| \| \| \| \| \| \| \| \| \| \| \| \| \| \| \| \| \| \| \| \| \| \| \| \| \| \| \| \| \| \| \| \| \| \| \| \| \| \| \| \| \| \| \| \| \| 6. Ludwig IX xứ Hessen-Darmstadt \| \| \| \| \| \| \| \| \| \| \| \| \| \| \| \| \| \| \| \| \| \| \| \| \| \| \| \| \| \| \| \| \| \| \| \| \| \| \| \| \| \| \| \| \| \| \| \| \| \| \| \| \| \| \| \| \| \| \| \| \| \| \| \| \| \| \| \| \| \| \| \| 26. Johann Reinhard III xứ Hanau-Lichtenberg (= 22) \| \| \| \| \| \| \| \| \| \| \| \| \| \| \| \| \| \| \| \| \| \| \| \| \| \| \| \| \| \| \| \| \| \| \| \| \| \| \| \| \| \| \| \| \| \| \| \| \| \| \| \| \| \| \| \| \| \| \| \| \| \| \| \| \| \| \| \| \| \| \| \| 13. Charlotte xứ Hanau-Lichtenberg (= 11) \| \| \| \| \| \| \| \| \| \| \| \| \| \| \| \| \| \| \| \| \| \| \| \| \| \| \| \| \| \| \| \| \| \| \| \| \| \| \| \| \| \| \| \| \| \| \| \| \| \| \| \| \| \| \| \| \| \| \| \| \| \| \| \| \| \| \| \| \| \| \| \| 27. Dorothea Friederike xứ Brandenburg-Ansbach (= 23) \| \| \| \| \| \| \| \| \| \| \| \| \| \| \| \| \| \| \| \| \| \| \| \| \| \| \| \| \| \| \| \| \| \| \| \| \| \| \| \| \| \| \| \| \| \| \| \| \| \| \| \| \| \| \| \| \| \| \| \| \| \| \| \| \| \| \| \| \| \| \| \| 3. Amalie xứ Hessen-Darmstadt \| \| \| \| \| \| \| \| \| \| \| \| \| \| \| \| \| \| \| \| \| \| \| \| \| \| \| \| \| \| \| \| \| \| \| \| \| \| \| \| \| \| \| \| \| \| \| \| \| \| \| \| \| \| \| \| \| \| \| \| \| \| \| \| \| \| \| \| \| \| \| \| 28. Christian II xứ Pfalz-Zweibrücken \| \| \| \| \| \| \| \| \| \| \| \| \| \| \| \| \| \| \| \| \| \| \| \| \| \| \| \| \| \| \| \| \| \| \| \| \| \| \| \| \| \| \| \| \| \| \| \| \| \| \| \| \| \| \| \| \| \| \| \| \| \| \| \| \| \| \| \| \| \| \| \| 14. Christian III xứ Pfalz-Zweibrücken \| \| \| \| \| \| \| \| \| \| \| \| \| \| \| \| \| \| \| \| \| \| \| \| \| \| \| \| \| \| \| \| \| \| \| \| \| \| \| \| \| \| \| \| \| \| \| \| \| \| \| \| \| \| \| \| \| \| \| \| \| \| \| \| \| \| \| \| \| \| \| \| 29. Katharina Agathe xứ Rappoltstein \| \| \| \| \| \| \| \| \| \| \| \| \| \| \| \| \| \| \| \| \| \| \| \| \| \| \| \| \| \| \| \| \| \| \| \| \| \| \| \| \| \| \| \| \| \| \| \| \| \| \| \| \| \| \| \| \| \| \| \| \| \| \| \| \| \| \| \| \| \| \| \| 7. Karoline xứ Pfalz-Zweibrücken \| \| \| \| \| \| \| \| \| \| \| \| \| \| \| \| \| \| \| \| \| \| \| \| \| \| \| \| \| \| \| \| \| \| \| \| \| \| \| \| \| \| \| \| \| \| \| \| \| \| \| \| \| \| \| \| \| \| \| \| \| \| \| \| \| \| \| \| \| \| \| \| 30. Ludwig Kraft I xứ Nassau-Saarbrücken \| \| \| \| \| \| \| \| \| \| \| \| \| \| \| \| \| \| \| \| \| \| \| \| \| \| \| \| \| \| \| \| \| \| \| \| \| \| \| \| \| \| \| \| \| \| \| \| \| \| \| \| \| \| \| \| \| \| \| \| \| \| \| \| \| \| \| \| \| \| \| \| 15. Karoline xứ Nassau-Saarbrücken \| \| \| \| \| \| \| \| \| \| \| \| \| \| \| \| \| \| \| \| \| \| \| \| \| \| \| \| \| \| \| \| \| \| \| \| \| \| \| \| \| \| \| \| \| \| \| \| \| \| \| \| \| \| \| \| \| \| \| \| \| \| \| \| \| \| \| \| \| \| \| \| 31. Philippine Henriette xứ Hohenlohe-Langenburg \| \| \| \| \| \| \| \| \| \| \| \| \| \| \| \| \| \| \| \| \| \| \| \| \| \| \| \| \| \| \| \| \| \| \| \| \| \| \| \| \| \| \| \| \| \| \| \| \| \| \| \| |                                                       |  |  |  |  |  |  |  |  |  |  |  |                                       |  |  |  |
| |                                                       |  |  |  |  |  |  |  |  |  |  |  | 16. Karl III Wilhelm xứ Baden-Durlach |  |  |  |
| |                                                       |  |  |  |  |  |  |  |  |  |  |  |                                       |  |  |  |
| |                                                       |  |  |  |  |  |  |  |  |  |  |  |                                       |  |  |  |
| |                                                       |  |  |  |  |  |  |  |  |  |  |  |                                       |  |  |  |
| | 8. Friedrich xứ Baden-Durlach                         |  |  |  |  |  |  |  |  |  |  |  |                                       |  |  |  |
| |                                                       |  |  |  |  |  |  |  |  |  |  |  |                                       |  |  |  |
| |                                                       |  |  |  |  |  |  |  |  |  |  |  |                                       |  |  |  |
| |                                                       |  |  |  |  |  |  |  |  |  |  |  |                                       |  |  |  |
| | 17. Magdalena Wilhelmine xứ Württemberg               |  |  |  |  |  |  |  |  |  |  |  |                                       |  |  |  |
| |                                                       |  |  |  |  |  |  |  |  |  |  |  |                                       |  |  |  |
| |                                                       |  |  |  |  |  |  |  |  |  |  |  |                                       |  |  |  |
| |                                                       |  |  |  |  |  |  |  |  |  |  |  |                                       |  |  |  |
| | 4. Karl Friedrich I xứ Baden                          |  |  |  |  |  |  |  |  |  |  |  |                                       |  |  |  |
| |                                                       |  |  |  |  |  |  |  |  |  |  |  |                                       |  |  |  |
| |                                                       |  |  |  |  |  |  |  |  |  |  |  |                                       |  |  |  |
| |                                                       |  |  |  |  |  |  |  |  |  |  |  |                                       |  |  |  |
| | 18. Johan Willem Friso xứ Nassau-Dietz                |  |  |  |  |  |  |  |  |  |  |  |                                       |  |  |  |
| |                                                       |  |  |  |  |  |  |  |  |  |  |  |                                       |  |  |  |
| |                                                       |  |  |  |  |  |  |  |  |  |  |  |                                       |  |  |  |
| |                                                       |  |  |  |  |  |  |  |  |  |  |  |                                       |  |  |  |
| | 9. Amalie xứ Nassau-Dietz                             |  |  |  |  |  |  |  |  |  |  |  |                                       |  |  |  |
| |                                                       |  |  |  |  |  |  |  |  |  |  |  |                                       |  |  |  |
| |                                                       |  |  |  |  |  |  |  |  |  |  |  |                                       |  |  |  |
| |                                                       |  |  |  |  |  |  |  |  |  |  |  |                                       |  |  |  |
| | 19. Marie Luise xứ Hessen-Kassel                      |  |  |  |  |  |  |  |  |  |  |  |                                       |  |  |  |
| |                                                       |  |  |  |  |  |  |  |  |  |  |  |                                       |  |  |  |
| |                                                       |  |  |  |  |  |  |  |  |  |  |  |                                       |  |  |  |
| |                                                       |  |  |  |  |  |  |  |  |  |  |  |                                       |  |  |  |
| | 2. Karl Ludwig xứ Baden                               |  |  |  |  |  |  |  |  |  |  |  |                                       |  |  |  |
| |                                                       |  |  |  |  |  |  |  |  |  |  |  |                                       |  |  |  |
| |                                                       |  |  |  |  |  |  |  |  |  |  |  |                                       |  |  |  |
| |                                                       |  |  |  |  |  |  |  |  |  |  |  |                                       |  |  |  |
| | 20. Ernst Ludwig I xứ Hessen-Darmstadt (= 24)         |  |  |  |  |  |  |  |  |  |  |  |                                       |  |  |  |
| |                                                       |  |  |  |  |  |  |  |  |  |  |  |                                       |  |  |  |
| |                                                       |  |  |  |  |  |  |  |  |  |  |  |                                       |  |  |  |
| |                                                       |  |  |  |  |  |  |  |  |  |  |  |                                       |  |  |  |
| | 10. Ludwig VIII xứ Hessen-Darmstadt (= 12)            |  |  |  |  |  |  |  |  |  |  |  |                                       |  |  |  |
| |                                                       |  |  |  |  |  |  |  |  |  |  |  |                                       |  |  |  |
| |                                                       |  |  |  |  |  |  |  |  |  |  |  |                                       |  |  |  |
| |                                                       |  |  |  |  |  |  |  |  |  |  |  |                                       |  |  |  |
| | 21. Dorothea Charlotte xứ Brandenburg-Ansbach (= 25)  |  |  |  |  |  |  |  |  |  |  |  |                                       |  |  |  |
| |                                                       |  |  |  |  |  |  |  |  |  |  |  |                                       |  |  |  |
| |                                                       |  |  |  |  |  |  |  |  |  |  |  |                                       |  |  |  |
| |                                                       |  |  |  |  |  |  |  |  |  |  |  |                                       |  |  |  |
| | 5. Karoline Luise xứ Hessen-Darmstadt                 |  |  |  |  |  |  |  |  |  |  |  |                                       |  |  |  |
| |                                                       |  |  |  |  |  |  |  |  |  |  |  |                                       |  |  |  |
| |                                                       |  |  |  |  |  |  |  |  |  |  |  |                                       |  |  |  |
| |                                                       |  |  |  |  |  |  |  |  |  |  |  |                                       |  |  |  |
| | 22. Johann Reinhard III xứ Hanau-Lichtenberg (= 26)   |  |  |  |  |  |  |  |  |  |  |  |                                       |  |  |  |
| |                                                       |  |  |  |  |  |  |  |  |  |  |  |                                       |  |  |  |
| |                                                       |  |  |  |  |  |  |  |  |  |  |  |                                       |  |  |  |
| |                                                       |  |  |  |  |  |  |  |  |  |  |  |                                       |  |  |  |
| | 11. Charlotte xứ Hanau-Lichtenberg (= 13)             |  |  |  |  |  |  |  |  |  |  |  |                                       |  |  |  |
| |                                                       |  |  |  |  |  |  |  |  |  |  |  |                                       |  |  |  |
| |                                                       |  |  |  |  |  |  |  |  |  |  |  |                                       |  |  |  |
| |                                                       |  |  |  |  |  |  |  |  |  |  |  |                                       |  |  |  |
| | 23. Dorothea Friederike xứ Brandenburg-Ansbach (= 27) |  |  |  |  |  |  |  |  |  |  |  |                                       |  |  |  |
| |                                                       |  |  |  |  |  |  |  |  |  |  |  |                                       |  |  |  |
| |                                                       |  |  |  |  |  |  |  |  |  |  |  |                                       |  |  |  |
| |                                                       |  |  |  |  |  |  |  |  |  |  |  |                                       |  |  |  |
| | 1. Friederike xứ Baden                                |  |  |  |  |  |  |  |  |  |  |  |                                       |  |  |  |
| |                                                       |  |  |  |  |  |  |  |  |  |  |  |                                       |  |  |  |
| |                                                       |  |  |  |  |  |  |  |  |  |  |  |                                       |  |  |  |
| |                                                       |  |  |  |  |  |  |  |  |  |  |  |                                       |  |  |  |
| | 24. Ernst Ludwig I xứ Hessen-Darmstadt (= 20)         |  |  |  |  |  |  |  |  |  |  |  |                                       |  |  |  |
| |                                                       |  |  |  |  |  |  |  |  |  |  |  |                                       |  |  |  |
| |                                                       |  |  |  |  |  |  |  |  |  |  |  |                                       |  |  |  |
| |                                                       |  |  |  |  |  |  |  |  |  |  |  |                                       |  |  |  |
| | 12. Ludwig VIII xứ Hessen-Darmstadt (= 10)            |  |  |  |  |  |  |  |  |  |  |  |                                       |  |  |  |
| |                                                       |  |  |  |  |  |  |  |  |  |  |  |                                       |  |  |  |
| |                                                       |  |  |  |  |  |  |  |  |  |  |  |                                       |  |  |  |
| |                                                       |  |  |  |  |  |  |  |  |  |  |  |                                       |  |  |  |
| | 25. Dorothea Charlotte xứ Brandenburg-Ansbach (= 21)  |  |  |  |  |  |  |  |  |  |  |  |                                       |  |  |  |
| |                                                       |  |  |  |  |  |  |  |  |  |  |  |                                       |  |  |  |
| |                                                       |  |  |  |  |  |  |  |  |  |  |  |                                       |  |  |  |
| |                                                       |  |  |  |  |  |  |  |  |  |  |  |                                       |  |  |  |
| | 6. Ludwig IX xứ Hessen-Darmstadt                      |  |  |  |  |  |  |  |  |  |  |  |                                       |  |  |  |
| |                                                       |  |  |  |  |  |  |  |  |  |  |  |                                       |  |  |  |
| |                                                       |  |  |  |  |  |  |  |  |  |  |  |                                       |  |  |  |
| |                                                       |  |  |  |  |  |  |  |  |  |  |  |                                       |  |  |  |
| | 26. Johann Reinhard III xứ Hanau-Lichtenberg (= 22)   |  |  |  |  |  |  |  |  |  |  |  |                                       |  |  |  |
| |                                                       |  |  |  |  |  |  |  |  |  |  |  |                                       |  |  |  |
| |                                                       |  |  |  |  |  |  |  |  |  |  |  |                                       |  |  |  |
| |                                                       |  |  |  |  |  |  |  |  |  |  |  |                                       |  |  |  |
| | 13. Charlotte xứ Hanau-Lichtenberg (= 11)             |  |  |  |  |  |  |  |  |  |  |  |                                       |  |  |  |
| |                                                       |  |  |  |  |  |  |  |  |  |  |  |                                       |  |  |  |
| |                                                       |  |  |  |  |  |  |  |  |  |  |  |                                       |  |  |  |
| |                                                       |  |  |  |  |  |  |  |  |  |  |  |                                       |  |  |  |
| | 27. Dorothea Friederike xứ Brandenburg-Ansbach (= 23) |  |  |  |  |  |  |  |  |  |  |  |                                       |  |  |  |
| |                                                       |  |  |  |  |  |  |  |  |  |  |  |                                       |  |  |  |
| |                                                       |  |  |  |  |  |  |  |  |  |  |  |                                       |  |  |  |
| |                                                       |  |  |  |  |  |  |  |  |  |  |  |                                       |  |  |  |
| | 3. Amalie xứ Hessen-Darmstadt                         |  |  |  |  |  |  |  |  |  |  |  |                                       |  |  |  |
| |                                                       |  |  |  |  |  |  |  |  |  |  |  |                                       |  |  |  |
| |                                                       |  |  |  |  |  |  |  |  |  |  |  |                                       |  |  |  |
| |                                                       |  |  |  |  |  |  |  |  |  |  |  |                                       |  |  |  |
| | 28. Christian II xứ Pfalz-Zweibrücken                 |  |  |  |  |  |  |  |  |  |  |  |                                       |  |  |  |
| |                                                       |  |  |  |  |  |  |  |  |  |  |  |                                       |  |  |  |
| |                                                       |  |  |  |  |  |  |  |  |  |  |  |                                       |  |  |  |
| |                                                       |  |  |  |  |  |  |  |  |  |  |  |                                       |  |  |  |
| | 14. Christian III xứ Pfalz-Zweibrücken                |  |  |  |  |  |  |  |  |  |  |  |                                       |  |  |  |
| |                                                       |  |  |  |  |  |  |  |  |  |  |  |                                       |  |  |  |
| |                                                       |  |  |  |  |  |  |  |  |  |  |  |                                       |  |  |  |
| |                                                       |  |  |  |  |  |  |  |  |  |  |  |                                       |  |  |  |
| | 29. Katharina Agathe xứ Rappoltstein                  |  |  |  |  |  |  |  |  |  |  |  |                                       |  |  |  |
| |                                                       |  |  |  |  |  |  |  |  |  |  |  |                                       |  |  |  |
| |                                                       |  |  |  |  |  |  |  |  |  |  |  |                                       |  |  |  |
| |                                                       |  |  |  |  |  |  |  |  |  |  |  |                                       |  |  |  |
| | 7. Karoline xứ Pfalz-Zweibrücken                      |  |  |  |  |  |  |  |  |  |  |  |                                       |  |  |  |
| |                                                       |  |  |  |  |  |  |  |  |  |  |  |                                       |  |  |  |
| |                                                       |  |  |  |  |  |  |  |  |  |  |  |                                       |  |  |  |
| |                                                       |  |  |  |  |  |  |  |  |  |  |  |                                       |  |  |  |
| | 30. Ludwig Kraft I xứ Nassau-Saarbrücken              |  |  |  |  |  |  |  |  |  |  |  |                                       |  |  |  |
| |                                                       |  |  |  |  |  |  |  |  |  |  |  |                                       |  |  |  |
| |                                                       |  |  |  |  |  |  |  |  |  |  |  |                                       |  |  |  |
| |                                                       |  |  |  |  |  |  |  |  |  |  |  |                                       |  |  |  |
| | 15. Karoline xứ Nassau-Saarbrücken                    |  |  |  |  |  |  |  |  |  |  |  |                                       |  |  |  |
| |                                                       |  |  |  |  |  |  |  |  |  |  |  |                                       |  |  |  |
| |                                                       |  |  |  |  |  |  |  |  |  |  |  |                                       |  |  |  |
| |                                                       |  |  |  |  |  |  |  |  |  |  |  |                                       |  |  |  |
| | 31. Philippine Henriette xứ Hohenlohe-Langenburg      |  |  |  |  |  |  |  |  |  |  |  |                                       |  |  |  |
| |                                                       |  |  |  |  |  |  |  |  |  |  |  |                                       |  |  |  |
| |                                                       |  |  |  |  |  |  |  |  |  |  |  |                                       |  |  |  |